# Som ett klockspel hör jag dig
Som ett klockspel hör jag dig är en psalm av Anders Frostenson som diktades år 1970. Musiken är skriven av Benjamin Milgrove år 1769. 

## Publicerad i
- Den svenska psalmboken 1986 som nr 338 under rubriken "Treenigheten".